# Dorothea Viehmann
Dorothea Viehmann, nata come Katharina Dorothea Pierson (Rengershausen, 8 novembre 1755 – Kassel, 17 novembre 1816), è stata una cantastorie tedesca.
Le sue storie – più di 40 – sono state la fonte più importante per le fiabe raccolte dai fratelli Grimm. La maggior parte delle storie riferite da Dorothea Viehmann sono state pubblicate nel secondo volume dei racconti di Grimm, Kinder- und Hausmärchen (in italiano Le fiabe del focolare).

## Biografia
Dorothea Viehmann nacque come Katharina Dorothea Pierson a Rengershausen, vicino Kassel (Sacro Romano Impero, attuale Germania), figlia del locandiere Johann Friedrich Isaak Pierson e di sua moglie, Martha Gertrud, nata Spangenberg. I suoi antenati paterni erano profughi ugonotti fuggiti dalla Francia in Assia-Kassel dopo la revoca dell'editto di Nantes. Oltre ai racconti della sua famiglia, Viehmann potrebbe aver raccolto anche leggende e fiabe dai carrettieri e dai contadini ospiti della locanda di famiglia.
Nel 1777 Dorothea Pierson sposò il sarto Nikolaus Viehmann. Dal 1787 al 1798 la famiglia visse a Zwehrn, l'attuale quartiere di Niederzwehren, che oggi fa parte della città di Kassel. Dopo la morte del marito, dovette provvedere a se stessa e ai suoi sette figli vendendo i prodotti del suo orto al mercato locale.
Incontrò i fratelli Grimm nel 1813 e raccontò loro più di quaranta storie e varianti. Grazie ai suoi antenati ugonotti, alcune delle sue storie sono basate su fiabe francesi. Wilhelm Grimm scrisse come fosse stata una fantastica coincidenza che lui e suo fratello avessero incontrato la signora Viehmann. Rimasero particolarmente colpiti dal fatto che Viehmann fosse in grado di raccontare le sue storie più e più volte senza cambiare una sola parola. Ci sono, tuttavia, alcune narrazioni che sono rimaste incomplete.

## Fiabe

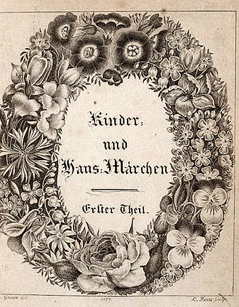
Grimm's Kinder- und Hausmärchen in un'edizione del 1812

Dalle storie raccontate da Dorothea Viehmann provengono una quarantina di fiabe dei fratelli Grimm, tra cui:
- KHM 6: Il fedele Giovanni (Der treue Johannes)
- KHM 9: I dodici fratelli (Die zwölf Brüder)
- KHM 29: I tre capelli d'oro del Diavolo (Der Teufel mit den drei goldenen Haaren)
- KHM 34: L'accorta Else (Die kluge Else)
- KHM 61: Il piccolo contadino (Das Bürle)
- KHM 63: Le tre piume (Die drei Federn)
- KHM 71: I sei che si fan strada per il mondo (Sechse kommen durch die ganze Welt)
- KHM 76: Il garofano (Die Nelke)
- KHM 89: La ragazza delle oche (Die Gänsemagd)
- KHM 94: La figlia furba del contadino (Die kluge Bauerntochter)
- KHM 98: Il dottor Satutto (Doktor Allwissend)
- KHM 100: Il fuligginoso fratello del diavolo (Des Teufels rußiger Bruder)
- KHM 102: Il re di macchia e l'orso (Der Zaunkönig und der Bär)
- KHM 106: Il povero garzone di mugnaio e la gattina (Der arme Müllersbursch und das Kätzchen)
- KHM 108: Gian Porcospino (Hans mein Igel)
- KHM 111: Il cacciatore provetto (Der gelernte Jäger)
- KHM 115: La luce del sole lo rivelerà (Die klare Sonne bringt's an den Tag)
- KHM 118: I tre medicastri (Die tre Feldscherer)
- KHM 125: Il diavolo e sua nonna (Der Teufel und seine Großmutter)
- KHM 127: Il forno (Der Eisenofen)
- KHM 128: La filatrice pigra (Die faule Spinnerin)

L'abbreviazione "KHM" si riferisce al titolo originale della raccolta Kinder- und Hausmärchen (...). I fratelli Grimm contrassegnavano i testi raccolti da Dorothea Viehmann con la nota "aus Zwehrn" ("da Zwehrn", la città dove viveva la signora Viehmann).

## Luoghi e memoriali

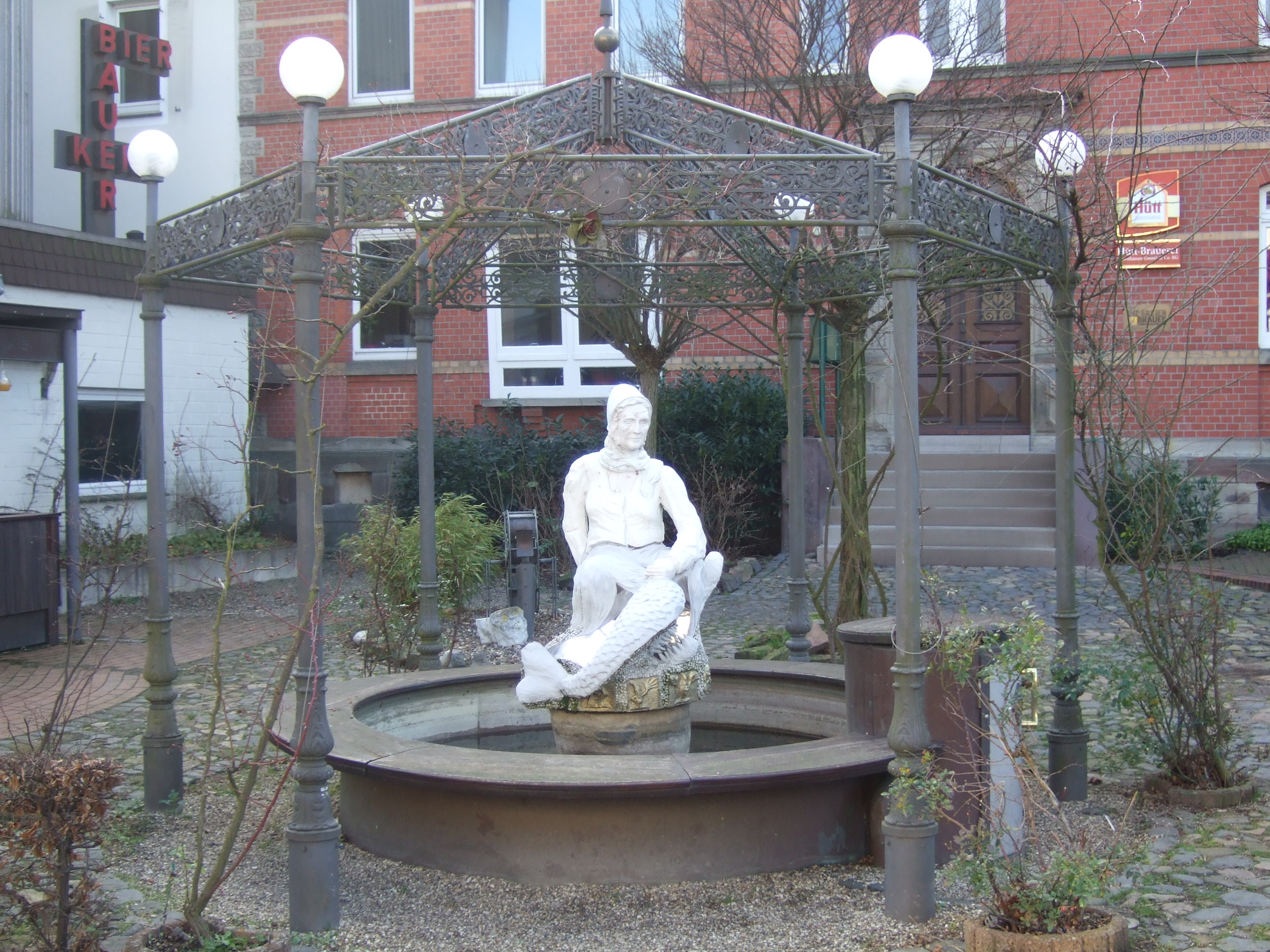
Statua dedicata a Dorothea Viehmann

La parte storica di Niederzwehren è talvolta chiamata Märchenviertel, "Quartiere delle fiabe", in onore della famosa narratrice. Targhe commemorative su due case a graticcio indicano dove visse Dorothea Viehmann tra il 1787 e il 1798 e dal 1798 fino alla sua morte.
Sia la scuola elementare del quartiere che un parco di nuova creazione portano il nome della donna.
Nel 2009, vicino al quartiere delle fiabe, è stato installato un memoriale di Dorothea Viehmann realizzato dall'artista Berahna Massoum.